# Орден Междуречья
Орден Междуречья – государственная награда Королевства Ирак, затем Республики Ирак.

## История
Орден Междуречья, названный в честь междуречья Тигра и Евфрата, был учрежден 22 марта 1927 года королём Фейсалом I с целью поощрения за исключительные заслуги перед государством. Однако в наградной системе государства орден занимал третью позицию. После революции 1958 года орден был сохранен в республиканской наградной системе законом № 87 от 24 мая 1959 года с внесением незначительных изменений в дизайн ордена. В 1968 году была учреждена орденская цепь как высшая степень ордена.

## Степени
Орден делится на гражданский и военный дивизионы. Военный дивизион обозначается двумя скрещенными саблями.
Классы:
- Орденская цепь
- Первый класс – знак ордена на чрезплечной ленте, звезда
- Второй класс – знак ордена на шейной ленте, звезда
- Третий класс – знак ордена на нагрудной ленте
- Четвёртый класс – знак ордена на нагрудной ленте
- Медаль заслуг

## Описание
Знак ордена представляет собой семиконечную (с 1959 года – восьмиконечную) звезду, заострённые лучи которой покрыты красной эмалью с золотым шариком на конце. Поверх звезды наложен венок из чередующихся цветков лотоса белой эмали с листвой зелёной эмали. В центре круглый медальон синей эмали с широкой каймой белой эмали с тонким золотым витым кантом. В центре медальона золотая королевская корона (в 1959 году заменена золотой государственный герб). По кайме надпись на арабском языке.
Знак при помощи переходного звена в виде венка, состоящего из двух веточек оливы (в военном дивизионе на венок накладываются две скрещенные сабли) крепится к орденской ленте.
Звезда ордена семиконечная (с 1959 года – восьмиконечная), с бриллиантовой огранкой. На звезду наложен знак ордена.
Лента ордена тёмно-красного цвета с чёрными полосками:
- в гражданском дивизионе  – две по центру.
- в военном дивизионе  – одна по центру и по краям.